# Abertillery
Abertillery is een plaats in Wales, in de county borough Blaenau Gwent en in het ceremonieel behouden graafschap Gwent. 

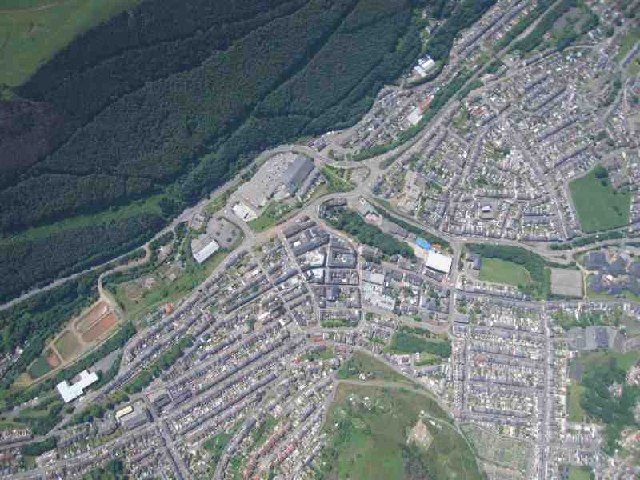
Abertillery
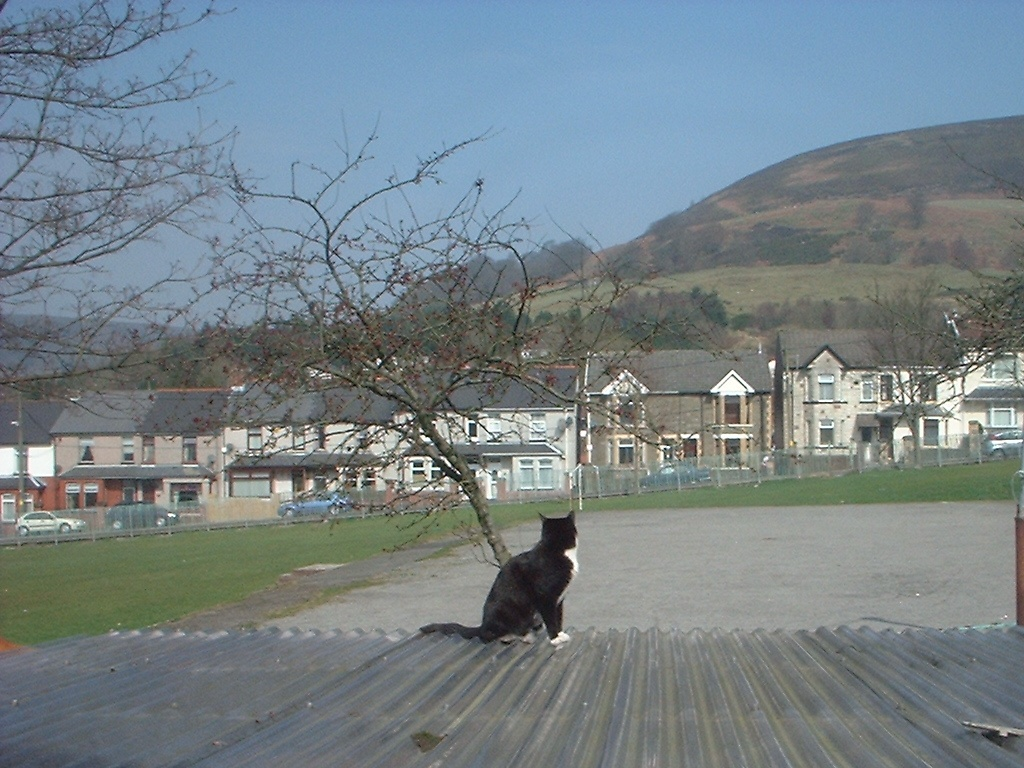